# SimCity: BuildIt
SimCity BuildIt — умовно-безкоштовний симулятор містобудування, який є продовженням серії ігор SimCity та розроблений спеціально для смартфонів під керуванням операційних систем Android та iOS. Розроблений TrackTwenty та виданий Electronic Arts, він був запущений наприкінці 2014 року.

## Ігровий процес
Гравець спочатку отримує порожній шматок землі, який він повинен облаштовувати новими дорогами, будинками, заводами та магазинами. Заводи можуть виготовляти сировину різного типу. Магазини обмежені певною кількістю виготовлень та виробляють особливі товари із сировини, отриманої із заводів. На сировину та товари можна будувати нові будинки. Кожен будинок будується у 6 етапів, у процесі яких будівля з дрібних бараків стає великим хмарочосом.
У міру проходження рівнів вимоги у місті підвищуються, всі будинки потрібно забезпечити спочатку електрикою, потім водою, каналізацією, утилізацією відходів. Далі пожежними депо, поліцією та поліклініками. Вищеперелічене є життєво необхідною інфраструктурою для мешканців, якщо щось із цього буде відсутнє, це призведе до того, що люди почнуть покидати будинки. Також місто варто облаштовувати зеленими парками: хоча це не є життєво необхідним, відсутність парків псуватиме життя населенню. Є також допоміжна інфраструктура, відсутність якої не зашкодить населенню: освіта, розваги, гральний бізнес та культурні пам'ятки. Дані будівлі можна купити лише за ключі, що видаються за щоденні постачання та відновлення будівель після катастроф. Наявність цих будівель підвищуватиме щільність населення та їх загальний добробут. Якщо населення у місті достатньо, воно сплачує високі податки.

## Розробка та реліз
Розробкою гри займається команда з 8-10 осіб у Гельсінкі.
Вперше про майбутній вихід гри стало відомо 10 вересня 2014. Для пристроїв під керуванням iOS це вже друга гра лінійки SimCity, першою була мобільна версія SimCity 3000 (а також її покращена версія). Попри це, SimCity BuildIt є першим містобудівним симулятором для мобільних пристроїв, виконаний повністю в тривимірній графіці, де гравець може повертати й масштабувати картинку. За словами розробників, гра успадкувала безліч особливостей та дизайн відеогри SimCity, випущеної у 2013 році, але водночас геймплей кардинально відрізняється та пристосований для мобільних пристроїв. Розробники також зазначили, що при розробці гри спілкувалися з гравцями, щоб уникнути серйозних помилок, як це було раніше із мобільною версією Dungeon Keeper. Розробники пообіцяли, що при провалі гри вони зроблять гру багатокористувацькою. Вихід гри відбувся 17 грудня 2014 року. Через три тижні після виходу гра була завантажена 15 500 000 разів, за цей час було проведено 648 500 000 ігрових сесій, що в сукупності склало 8300 років. Також було виведено статистику гравців із країн, які найбільше дбають про добробут населення, ними виявилися Тайвань, Південна Корея, Сінгапур, Гонконг та Японія. Незабаром після виходу гра посіла друге місце серед найбільш завантажуваних iOS-додатків, а в багатьох інших країнах також третє.
Віце-президент мобільного підрозділу компанії Maxis Джейсон Віллінг повідомив, що SimCity BuildIt стала найпопулярнішою грою з усієї франшизи SimCity, оскільки в неї встигли пограти вже 40 мільйонів людей. На червень 2015 року гра з моменту випуску стійко входила до списку 100 найбільш завантажувальних програм, для iPad. Успіх гри вплинув на те, що команда розробників вирішила підтримувати інтерес до гри, випускаючи тематичні розширення, наприклад, можливість створювати квартали в стилі Токійської, Лондонської та Паризької споруди, а також можливість влаштовувати змагання між гравцями.

## Критика
| Агрегатор  | Оцінка |
| ---------- | ------ |
| Metacritic | 58/100 |

| Видання | Оцінка        |
| ------- | ------------- |
| IGN     | 3.5/5         |
| X-Play  | 3/5[джерело?] |

Критик сайту GameZone Метт Лібл зазначив, що хоча графіка в грі набагато примітивніша, ніж у SimCity 2013, вона все одно залишається гарною для телефонів. Він також зазначив, що тим гравцям, які не платять реальними грошима за додаткові «зелені сімолеони», доведеться в майбутньому дуже довго чекати на те, щоб добудувати або побудувати нові будівлі. Критик вірить, що протягом часу розробники випускатимуть оновлення, покликані покращити гру.
Інший критик того ж сайту Том Крістіансен зазначив, що хоча гра належить лінійці SimCity, вона вже не є містобудівним симулятором, а скоріше грою-головоломкою. Фактично, вся гра зводиться до видобутку та створення ресурсів для будівництва будинків, за які гравець отримує гроші й на них, і собі, він може будувати інфраструктуру. Критик назвав гру дуже нудною, тому що весь сенс полягає в тому, щоб зібрати правильні ресурси та порадіти з того, що побудована нова будівля, але водночас похвалив гру за гарну графіку та візуальні ефекти.
Стівен Тотіло загалом оцінив гру, але водночас зазначив, що вона не підійде тим, хто не вміє терпіти та чекати. Вочевидь, ці недоліки можна уникнути, якщо доплачувати за гру.